# 플랑드르 운동
플란더스 운동(Flanders 運動)은 네덜란드가 황금시대의 번영을 자랑하고 있던 무렵 지금의 벨기에 북부 플란더스 지방은 구교(舊敎)국민 에스파냐의 억압 밑에서 더치어(語)의 발상지임에도 불구하고 언어의 미(美)나 문학 등을 잃고 있었다.  1830년 벨기에국이 발족한 지 얼마 되지 않아 플란더스 국민운동이 일어나 국가낭만주의시대가 왔다. 그 후에 유명한 시 <소맥(小麥)의 5일> 등을 발표한 시인 포르 두 몬트(1857년-1931년) 가 중심이 되어 이 운동을 계속하여 플란더스 문학을 고양(高揚)하는 데 힘썼다.

## 같이 보기
- 부르고뉴령 네덜란드
- 네덜란드 17주